# Evanssellus
Evanssellus är ett släkte av spindeldjur. Evanssellus ingår i familjen Ologamasidae.
Kladogram enligt Catalogue of Life:
| Evanssellus | \| \| Evanssellus foliatus \| \| \| \| \| \| Evanssellus medusa \| \| \| \| |
|             | \| \| Evanssellus foliatus \| \| \| \| \| \| Evanssellus medusa \| \| \| \| |
|             | Evanssellus foliatus                                                        |
|             |                                                                             |
|             | Evanssellus medusa                                                          |
|             |                                                                             |